# Санто Стефано — Боналдо
Санто Стефано — Боналдо је насеље у Италији у округу Верона, региону Венето.
Према процени из 2011. у насељу је живело 3185 становника. Насеље се налази на надморској висини од 25 м.